# Riemanngeometri
Riemanngeometri, Riemannsk geometri, är en gren av differentialgeometrin som studerar glatta mångfalder med riemannmetrik, dvs mångfalder vilkas tangentrum varierar jämnt från punkt till punkt och har en metrik i form av en positivt definit kvadratisk form. Detta ger i första hand en uppfattning om vinklar, kurvors längd och volymer i begränsade omgivningar till mångfaldens punkter. Globala kvantiteter kan härledas genom integrering av sådana lokala bidrag. Riemanngeometrin har fått sitt namn efter Bernhard Riemann som utvecklade den på 1800-talet.
Speciella riemanngeometrier är den euklidiska geometrin och de två icke-euklidiska geometrierna: sfäriska geometrin och hyperboliska geometrin. Dessutom finns ett stort antal geometrier med metriska egenskaper som varierar från punkt till punkt. Alla dessa geometrier behandlas likvärdigt.
Alla differentierbara mångfalder har riemannmetrik, en egenskap som ofta kommer till användning i differentialgeometrin. Den är också grundläggande för de betydligt mer komplicerade pseudoriemannska mångfalderna, där den metriska tensorn inte är positivt definit. De pseudoriemannska mångfalderna i fyra dimensioner utgör de primära studieobjekten i teorier om allmän relativitet.
Även en intuitiv kunskap om riemannsk geometri kräver vanligen längre studier i metriska tensorer, riemannmångfalder, Levi-Civita-konnektion, krökning och krökningstensorer.